# Éclipse solaire du 9 mars 2016
L'éclipse solaire du 9 mars 2016 est une éclipse solaire totale.
C'est la 10e éclipse totale du XXIe siècle et le 12e passage de l'ombre de la Lune sur Terre du siècle.

## Visibilité

Parcours de l’éclipse sur la Terre.

L'éclipse totale a commencé dans l'océan Indien, passa au sud de Sumatra ainsi qu'au sud de Bornéo, puis au centre des Célèbes, pour continuer sur les îles mineures d'Indonésie. Ensuite, son parcours fut uniquement sur l'océan Pacifique,,.
| Carte générale de l’éclipse. | Parcours de l’éclipse de 2016 en Indonésie. Compté avec l'application : Eclipse2016/OpenStreetMap |

## Horaires des phases de l'éclipse des principales localisations
| Localisations                                              | Début de la phase partielle | Début de la totalité | Fin de la totalité | Fin de la phase partielle | Fuseau horaire |
| ---------------------------------------------------------- | --------------------------- | -------------------- | ------------------ | ------------------------- | -------------- |
| Palembang (Sumatra, Indonésie)                             | 06:20:29                    | 07:20:48             | 07:22:41           | 08:31:27                  | UTC+7h         |
| Jakarta (Java, Indonésie)                                  | 06:19:51                    | -                    | -                  | 08:43:41                  | UTC+7h         |
| Palu (Célèbes, Indonésie)                                  | 07:27:51                    | 08:37:47             | 08:39:52           | 10:00:34                  | UTC+8h         |
| Pulau Ternate (Moluques du Nord, Indonésie)                | 08:36:03                    | 09:51:40             | 09:54:19           | 11:20:50                  | UTC+9h         |
| Kuala Lumpur (Malaisie)                                    | 07:24:22                    | -                    | -                  | 09:31:00                  | UTC+8h         |
| Singapour                                                  | 07:23:01                    | -                    | -                  | 09:32:54                  | UTC+8h         |
| Manille (Philippines)                                      | 07:51:14                    | -                    | -                  | 10:14:20                  | UTC+8h         |
| Bangkok (Thaïlande)                                        | 07:39:03                    | -                    | -                  | 09:32:39                  | UTC+8h         |
| Maximum de l'éclipse, Océan Pacifique (Durée : 4 min 09 s) | 00:02:41                    | 01:55:06             | 01:59:16           | 03:30:25                  | UTC            |
| Darwin (Australie)                                         | 09:07:29                    | -                    | -                  | 11:35:00                  | UTC+9.5h       |
| Îles Yap (États fédérés de Micronésie ; 9 mars)            | 10:02:49                    | -                    | -                  | 13:01:48                  | UTC+10h        |
| Hawaï (États-Unis ; 8 mars)                                | 16:36:52                    | -                    | -                  | 18:30:06                  | UTC-10h        |